# César-díjak 1979
A 4. Césarok éjszakáján, melyet 1979. február 3-án a párizsi Pleyel előadóteremben rendeztek meg,  Charles Vanel francia színész-rendező elnökölt. A rendezvény díszvendége Gina Lollobrigida olasz színésznő volt.
A  Filmakadémia tagjai szerint kiugró alkotás nem került mozikba 1978-ban. Két-két Césart kapott Christian de Chalonge filmdrámája, A mások pénze  (legjobb film és rendezés), Ariane Mnouchkine Molière-je (legjobb vágás és operatőri munka), valamint Michel Deville Az 51-es dosszié című thrillerje (legjobb forgatókönyv és vágás). A közönségsikert aratott Őrült nők ketrece csupán egy jelölést kapott (legjobb színész); Michel Serrault meg is nyerte a díjat. A nem francia alkotások közül az olasz Ermanno Olmi alkotása, A facipő fája nyert.
Az ünnepségen tiszteletbeli Césart vehetett át Marcel Carné filmrendező, akinek alkotását a korábbi 50 év legjobb filmjének választottak meg. A meghatott művész az ünneplő közönsége előtt a díjat egykori barátjának, a két évvel korábban elhunyt Jacques Prévert-nek ajánlotta. Ugyanezt az elismerést kapta meg posztumusz címen Mickey egér atyja, Walt Disney, valamint életműve elismeréseként a gála tiszteletbeli elnöke, Charles Vanel színész.
A hangos film megjelenésének 50. évfordulója alkalmából a Filmművészeti és Filmtechnikai Akadémia megszavaztatta tagjait arról, melyek „a legjobb francia filmek 1929 óta”. Az első helyen Marcel Carné Szerelmek városa (Les enfants du paradis) című romantikus drámája végzett, amelyet 1943-44-ben forgatott Nizzában, Jacques Prévert forgatókönyve alapján, Pierre Brasseur, Arletty és Jean-Louis Barrault főszereplésével.

## Díjazottak
| Díjak                                      | Díjazottak és jelöltek |
| ------------------------------------------ | --- |
| legjobb film                               | - A mások pénze (L'argent des autres), rendezte: Christian de Chalonge - Az 51-es dosszié (Le dossier 51), rendezte: Michel Deville - Molière, rendezte: Ariane Mnouchkine - Egyszerű eset (Une histoire simple), rendezte: Claude Sautet                                                   |
| legjobb rendező                            | - Christian de Chalonge – A mások pénze (L'argent des autres) - Ariane Mnouchkine – Molière - Claude Sautet – Egyszerű eset (Une histoire simple) - Michel Deville – Az 51-es dosszié (Le dossier 51)                                                                                       |
| legjobb színésznő                          | - Romy Schneider – Egyszerű eset (Une histoire simple) - Anouk Aimée – Egy lap a szerelemről (Mon premier amour) - Annie Girardot – La clé sur la porte - Isabelle Huppert – Violette Nozière                                                                                               |
| legjobb színész                            | - Michel Serrault – Őrült nők ketrece (La cage aux folles) - Claude Brasseur – Egyszerű eset (Une histoire simple) - Jean Carmet – A cukor (Le sucre) - Gérard Depardieu – A cukor (Le sucre)                                                                                               |
| legjobb mellékszereplő színésznő           | - Stéphane Audran – Violette Nozière - Nelly Borgeaud – A cukor (Le sucre) - Arlette Bonnard – Egyszerű eset (Une histoire simple) - Eva Darlan – Egyszerű eset (Une histoire simple) |
| legjobb mellékszereplő színész             | - Jacques Villeret – Robert és Robert (Robert et Robert) - Michel Serrault – A mások pénze (L'argent des autres) - Jean Carmet – A cukor (Le sucre) - Claude Brasseur – Egyszerű eset (Une histoire simple)                                                                                 |
| legjobb operatőr                           | - Bernard Zitzermann – Molière - Nestor Almendros – A zöld szoba (La chambre verte) - Jean Boffety – Egyszerű eset (Une histoire simple) - Pierre Lhomme – Judith Therpauve |
| legjobb vágás                              | - Raymonde Guyot – Az 51-es dosszié (Le dossier 51) - Henri Lanoë – Lepke a vállom (Un papillon sur l'épaule) - Jean Ravel – A mások pénze (L'argent des autres) - Geneviève Winding – L'état sauvage                                                                                       |
| legjobb eredeti vagy adaptált forgatókönyv | - Gilles Perrault és Michel Deville – Az 51-es dosszié (Le dossier 51) - Christian de Chalonge és Pierre Dumayet – A mások pénze (L'argent des autres) - Georges Conchon és Jacques Rouffio – A cukor (Le sucre) - Jean-Loup Dabadie és Claude Sautet – Egyszerű eset (Une histoire simple) |
| legjobb filmzene                           | - Georges Delerue – Elő a zsebkendőkkel! (Préparez vos mouchoirs) - Antoine Duhamel – Roland ének (La chanson de Roland) - Pierre Jansen – Violette Nozière - Philippe Sarde – Egyszerű eset (Une histoire simple)                                                                          |
| legjobb hang                               | - William-Robert Sivel – L'état sauvage - Harald Maury – Judith Therpauve - Alix Comte – Molière - Pierre Lenoir – Egyszerű eset (Une histoire simple) |
| legjobb díszlet                            | - Guy-Claude François – Molière - Jacques Brizzio – Violette Nozière - François de Lamothe – Luxusbordély Párizsban (One, Two, Two : 122, rue de Provence) - Théobald Meurisse – Sale rêveur                                                                                                |
| legjobb animációs rövidfilm                | - La traversée de l'Atlantique à la rame, rendezte: Jean-François Laguionie - L'Anatomiste, rendezte: Yves Brangoleau - Le Phénomène, rendezte: Paul Dopff |
| legjobb fikciós rövidfilm                  | - Dégustation maison, rendezte: Sophie Tatischeff - Jeudi 7 avril, rendezte: Peter Kassovitz - Le chien de M. Michel, rendezte: Jean-Jacques Beineix - L'ornière, rendezte: François Dupeyron                                                                                               |
| legjobb dokumentum rövidfilm               | - L'arbre vieux, rendezte: Henri Moline - Chaotilop, rendezte: Jean-Louis Gros - Tibesti too, rendezte: Raymond Depardon |
| legjobb külföldi film                      | - A facipő fája (L'albero degli zoccoli), rendezte: Ermanno Olmi ( ITA) - Júlia (Julia), rendezte: Fred Zinnemann ( USA) - Őszi szonáta (Höstsonaten), rendezte: Ingmar Bergman ( FRA, FRG, SWE) - Esküvő (A Wedding), rendezte: Robert Altman ( USA)                                       |
| tiszteletbeli César                        | - Marcel Carné - Walt Disney (posztumusz) - Charles Vanel |

## „A legjobb francia filmek 1929 óta”
A francia Filmművészeti és Filmtechnikai Akadémia tagjainak 1979-ben, a francia hangos film 50. évfordulója alkalmából leadott szavazatai alapján.
| Ssz. | Film                | Film                   | Rendező               | Év   |
| Ssz. | Magyar címe         | Eredeti címe           | Rendező               | Év   |
| ---- | ------------------- | ---------------------- | --------------------- | ---- |
| 1.   | Szerelmek városa    | Les enfents du paradis | Marcel Carné          | 1945 |
| 2.   | A nagy ábránd       | La grande illusion     | Jean Renoir           | 1937 |
| 3.   | Aranysisak          | Casque d'or            | Jacques Becker        | 1951 |
| 4.   | A játékszabály      | La règle du je)        | Jean Renoir           | 1939 |
| 5.   | Csintalan asszonyok | La kermesse héroïque   | Jacques Feyder        | 1935 |
| 6.   | Tiltott játékok     | Jeux interdits         | René Clément          | 1952 |
| 7.   | Ködös utak          | Le quai des brumes     | Marcel Carné          | 1938 |
| 8.   | A félelem bére      | Le salaire de la peur  | Henri-Georges Clouzot | 1953 |

## Többszörös jelölések és elismerések
| Jelölés | Díj | Magyar cím       | Eredeti cím         |
| ------- | --- | ---------------- | ------------------- |
| 11      | 1   | Egyszerű eset    | Une histoire simple |
| 5       | 2   | A mások pénze    | L'argent des autres |
| 5       | 2   | Molière          | Molière             |
| 5       | 0   | A cukor          | Le sucre            |
| 4       | 2   | Az 51-es dosszié | Le dossier 51       |
| 4       | 1   | Violette Nozière | Violette Nozière    |
| 2       | 1   | –––              | L'état sauvage      |
| 2       | 0   | –––              | Judith Therpauve    |